# Surveyor 5
Surveyor 5 war die fünfte Sonde der US-amerikanischen Raumfahrtagentur NASA im Rahmen des Surveyor-Programms. Das Surveyor-Programm war Nachfolger des Ranger-Programms. Die Ergebnisse des Programms sollten die erste bemannte Mondlandung vorbereiten. Surveyor 5 war die dritte US-amerikanische Sonde, die weich auf dem Mond landete und Daten und Bilder übermittelte. Sie war anders als die vorhergehenden Sonden mit einem Alphapartikel-Röntgenspektrometer und einer erweiterten Instrumentierung ausgestattet und dadurch die erste Sonde, die Analysen der Oberfläche vornahm und zur Erde sendete.

## Mission

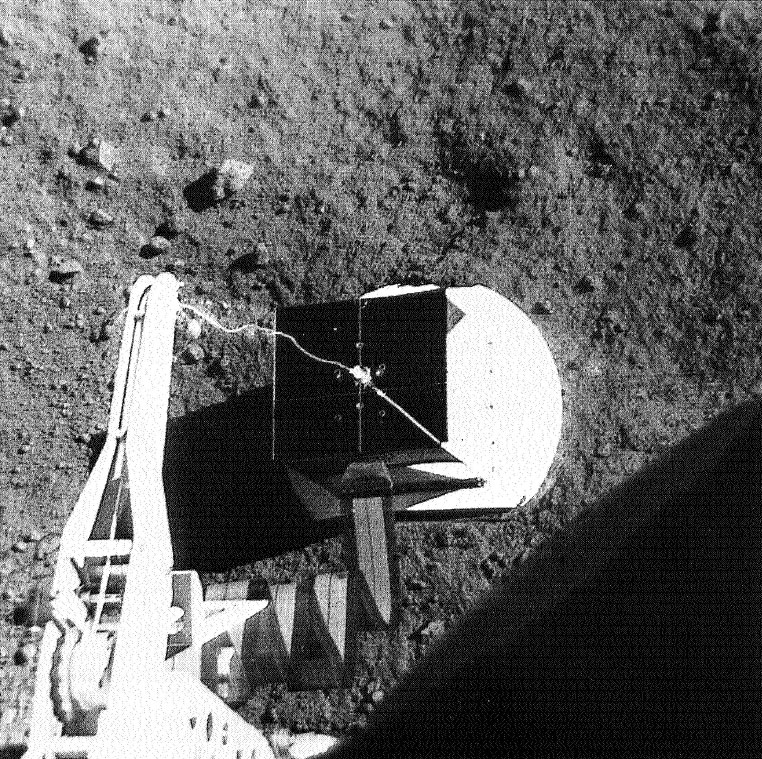
Untersuchung der Mondoberfläche

Surveyor 5 startete am 8. September 1967 an Bord einer Atlas-Centaur-Rakete von der Startrampe LC-36 der Cape Canaveral Air Force Station. Eine ausgeführte Kurskorrektur am 9. September verlief reibungslos. Aufgrund von Problemen mit dem Heliumdruck in den Treibstofftanks wurde die Abbremsphase erst bei einer Höhe von 1.300 Metern und einer Geschwindigkeit von 30 m/s statt bei der geplanten Höhe von 10.700 Metern und einer Geschwindigkeit von ca. 135 m/s eingeleitet. Am 11. September 1967 um 00:46 Uhr UTC landete Surveyor 5 trotz der Fehlfunktionen sanft im Mare Tranquillitatis auf einer Fläche mit einem Gefälle von 20 Grad und nur 29 Kilometer vom errechneten Zielpunkt entfernt. Bereits am ersten Mondtag sendete sie 18.006 Bilder, und das Alphastrahlen-Spektrometer übermittelte erstmals Analysen eines außerirdischen Körpers.
Am 13. September wurden die Vernier-Triebwerke für kurze Zeit mit geringem Schub gezündet. Die Sonde hob nicht ab. Durch diese Zündung sollte das Verhalten der Mondoberfläche untersucht werden. In den nächsten Mondtagen übermittelte Surveyor 5 weitere Bilder und Daten des Alphastrahlen-Spektrometers und setzte auch den Baggerarm ein. Die Auswertungen ergaben, dass die Mondoberfläche ähnlich aufgebaut ist wie irdischer Basalt: 53 % bis 63 % Sauerstoff, 15,5 % bis 21,5 % Silicium, 10 % bis 16 % Schwefel, Eisen, Kobalt und Nickel, 4,5 % bis 8,5 % Aluminium und kleine Mengen an Magnesium, Kohlenstoff und Natrium.
Am 17. Dezember 1967 brach der Funkkontakt zur Sonde ab. Bilder wurden am ersten, zweiten und vierten Mondtag übertragen. Insgesamt sendete die Sonde 19.118 Bilder.
Die Mission war ein Erfolg.